# Chlortetracyclin
Chlortetracyclin, auch Aureomycin, ist ein Antibiotikum, das aus Streptomyces aureofaciens gewonnen wird. Es war das zuerst entdeckte Antibiotikum aus der Klasse der Tetracycline.

## Geschichte
Aureomycin wurde 1945 vom amerikanischen Botaniker Benjamin Minge Duggar (1872–1956) in den Lederle-Laboratorien entdeckt. Duggar fokussierte seine Forschung auf Mikroorganismen aus dem Boden. Nach der Prüfung von mehr als 3500 Stämmen von Bodenbakterien und Schimmelpilzen testete er 1945 eine Bodenprobe vom Campus der Universität von Missouri. Eine goldgelbe Substanz, produziert von den Bodenbakterien und Schimmelpilzen, zeigte antibiotische Eigenschaften. Nach umfangreicher Prüfung fand er heraus, dass die Substanz gegen Bazillen, Staphylokokken und Streptokokken aktiv war. Duggar nannte die Substanz, deren Struktur 1952 aufgeklärt war, Aureomycin, vom lateinischen Wort aureus („golden“) und dem griechischen Wort mykes für „Pilz“ (obwohl der „Bodenpilz“ kein Pilz, sondern ein Bakterium ist, das Myzel bildet).

## Verwendung
In der Humanmedizin bzw. Dermatologie wird Chlortetracyclin heute nur noch als Salbe (Handelsname Aureomycin) für die Behandlung entzündlicher Akne im Gesicht eingesetzt.
In der Veterinärmedizin werden Chlortetracyclin-Präparate (arzneilich meist als Chlortetracyclinhydrochlorid eingesetzt) bei vielen Tierarten zur Behandlung bei Infektionen des Respirations-, Urogenital- und des Magen-Darm-Traktes eingesetzt, wobei aufgrund möglicher Resistenzbildung vorab ein Antibiogramm erstellt werden sollte.

## Kontraindikationen
Prinzipiell verfügt Chlortetracyclin über vergleichbare Kontraindikationen wie Tetracyclin.
In der Veterinärmedizin darf eine orale Gabe bei Wiederkäuern und Pferden nicht erfolgen.

## Sonstige Informationen
Im Rahmen einer dreijährigen Studie der Universität Paderborn analysierten Chemiker in einem Modellversuch u. a. den Weg von Chlortetracyclin in der Nahrungskette. Dabei wurde festgestellt, dass die in der Tierhaltung eingesetzten Antibiotika durch das Verteilen der Gülle auf Feldern von Nutzpflanzen aufgenommen werden und somit in Nahrungsmittel gelangen. Die Präparate waren in der Gülle noch nach 8 Monaten nachzuweisen, ebenso gelang der Nachweis in den oberen Bodenschichten der damit gedüngten Felder. Sogar in den Wurzel- und den Grünanteilen von erntereifen Pflanzen konnten Antibiotika nachgewiesen werden. So fanden sich z. B. im Korn des Winterweizens noch Spuren an Chlortetracyclin. Der Leiter dieses Projekts, Manfred Grote, meint deshalb: „Die weltweit zunehmenden Risiken durch Antibiotika-Resistenzen können durch den Arzneimitteleinsatz in der landwirtschaftlichen Tierhaltung verstärkt werden, wenn Antibiotika-Rückstände nicht nur in Lebensmittel vom Tier, sondern auch über Nutzpflanzen in die Nahrung gelangen.“

## Handelsnamen
Chlortetracyclin wird in Deutschland unter dem Namen Aureomycin und in Österreich in Kombination mit Triamcinolonacetonid unter dem Namen Aureocort im Handel vertrieben.
Tiermedizinische Präparate sind Animedazon Spray, Citrolan CTC, CTC-HCl, Cyclo Spray und Cepemycin (als Augensalbe für Pferde, Rinder, Hunde und Katzen).